# Far de Capdepera
Der Far de Capdepera ist ein Leuchtturm an der Nordostküste der spanischen Mittelmeerinsel Mallorca. Er ist einer von fünf noch in Betrieb befindlichen der insgesamt 15 Leuchttürme Mallorcas. Der Turm ist unter der internationalen Nummer E-0308 sowie der nationalen Kennung 33350 registriert und bestrahlt einen Sektor von 148 bis 10 Grad.
Der vom spanischen Ingenieur Emili Pou y Bonet erbaute Leuchtturm befindet sich nahe dem östlichsten Punkt der Insel und gehört zum Gebiet der Gemeinde Capdepera. Landeinwärts schließen sich nach Westen die ebenfalls zur Gemeinde Capdepera gehörenden Orte Cala Rajada und Cala Agulla an.
Der Turm befindet sich nahe Cala Rajada, östlich davon auf der zerklüfteten Halbinsel Punta de Capdepera auf einer sich etwa 55 Meter über den Meeresspiegel erhebenden Anhöhe und hat eine Höhe von 21 Metern. Sein Leuchtfeuer befindet sich in 76 Metern Höhe und hat eine Tragweite von 20 Seemeilen. Erbaut wurde der Leuchtturm im Jahr 1861 und am 30. November in Betrieb gesetzt.
Etwas nordwestlich des Leuchtturms befindet sich der historische Wachturm Torre Esbucada.

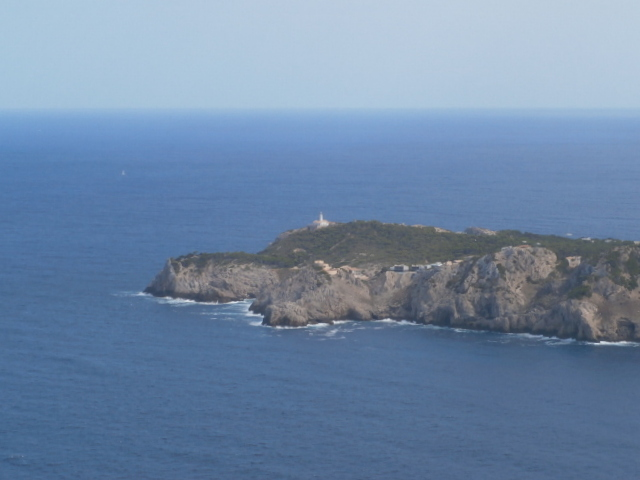
Blick vom Es Telégraf nach Südosten auf den Far de Capdepera

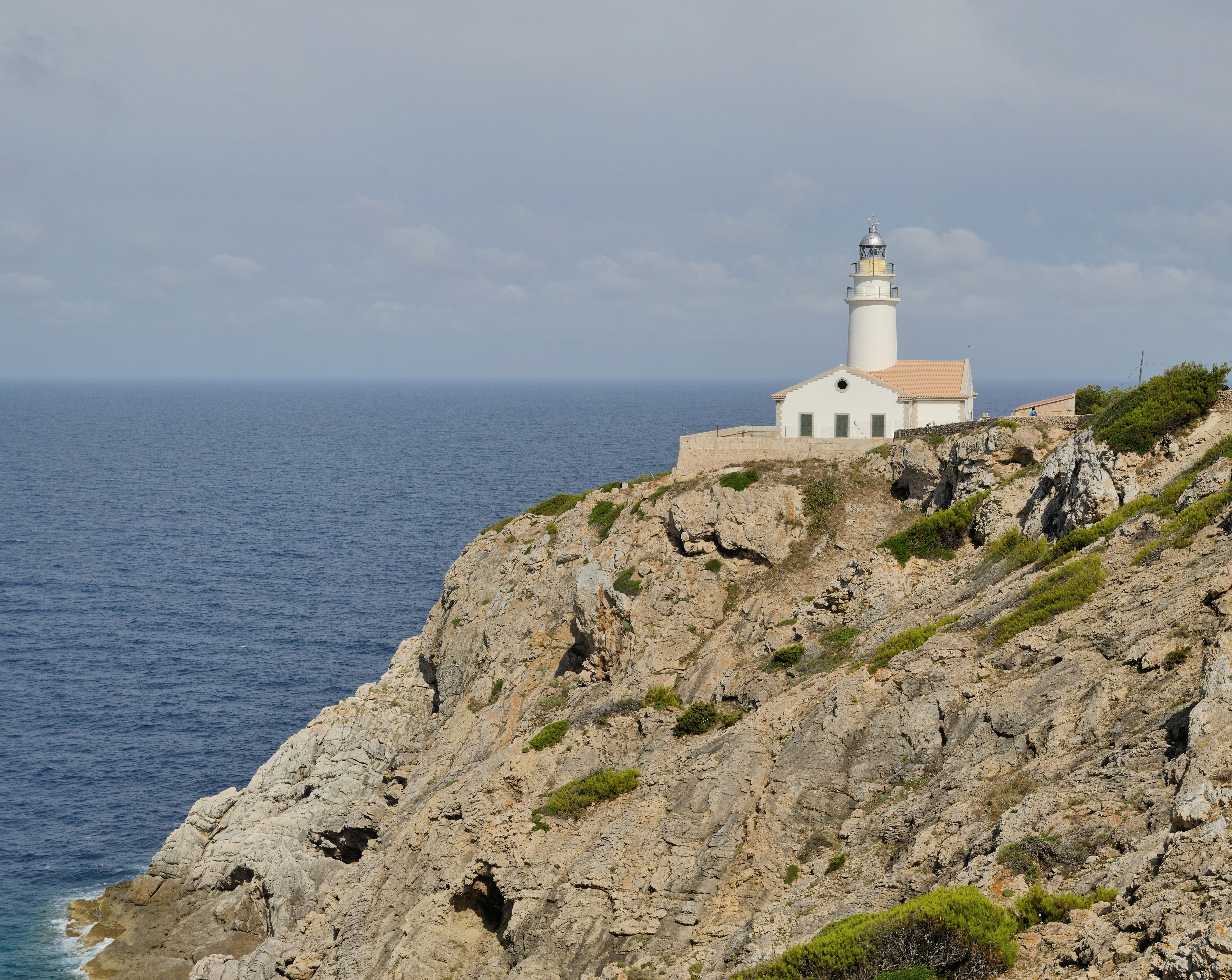
Leuchtturm auf dem Kap Capdepera

## Far de Capdepera in der Literatur
Der deutsche Schriftsteller Karl Otten, der von 1933 bis 1936 in Cala Rajada lebte, verfasste die Kurzgeschichte Der Leuchtturm, die sich, wenn auch unter Angabe des Ortsnamens Pueblo statt Cala Rajada auf den Leuchtturm bezieht. In der Geschichte werden die Lebensumstände des Leuchtturmwärters Miguel und seiner Frau Conchita und ihrer sechs Kinder geschildert und der Leuchtturm als einzige Sehenswürdigkeit Cala Rajadas dargestellt. Mit Verwunderung nimmt die örtliche Bevölkerung die Begeisterung ausländischer Gäste für den Turm und seine Aussicht zur Kenntnis. Die Kurzgeschichte behandelt letztlich den Beginn des Tourismus in der Region. Der Leuchtturmwärter verdient sich ein Zubrot, in dem er Touristinnen die steile Treppe des Turms nach oben trägt. Im Turm verunglückt in der Geschichte ein Tourist, der vom Leuchtturmwärter versehentlich mit einem Gewicht für den Betrieb des Turms nach oben gezogen wird. Eine amerikanische Touristin wird vom Liebhaber der Frau des Leuchtturmwärters eine Klippe hinunter gestoßen. Beide Verunglückte überleben jedoch.